# كابتن هيما (فلم)
كابتن هيما فيلم مصري من بطولة تامر حسني وزينة عرض في صيف 2008.

## قصة الفيلم
هيما (تامر حسني) محترف لعبة الكرة في الساحات الشعبية، ويرتبط بعلاقة قوية بشقيقته، لأن أبويهما واخواتهما ماتا في حادثة، وتُعاني اخته من مرض خطير، فيُخفي عنها هيما حقيقة المرض، وفي الوقت نفسه يُحاول علاجها، بالرغم من ظروف الأسرة الصعبة، حيث أنها تُعاني من الفقر الشديد.
و برغم من عشق هيما كرة القدم إلا أنه يتخلى عن حلمه ويعمل كسائقاً بإحدى مدارس اللغات ليوفر مصاريف علاج شقيقته وهناك يتعرف على المدرّسة مريم (زينة) ويقع في حبها.

## الممثلون
- تامر حسني:هيما
- زينة:مريم
- أحمد راتب:ملاك
- أحمد زاهر:حسام
- ميار الغيطي:فاطمة توتة
- عبد الله مشرف:شرنوبي
- مروة عبد المنعم:سناء
- محسن منصور:ظابط الشرطة
- يوسف عيد: محمد
- دنيا عبد العزيز:نانا
- ليلى أحمد زاهر:ليلي
- ملك أحمد زاهر:ملك
- علا رشدي:زميلة مريم

## إعلانات الفيلم
- لمشاهدة الإعلان الأول جودة متوسطة
- لمشاهدة الإعلان الأول جودة منخفظة
- لمشاهدة الإعلان الثاني جودة متوسطة
- لمشاهدة الإعلان الثاني جودة منخفظة
- لمشاهدة الإعلان الثالث جودة متوسطة
- لمشاهدة الإعلان الثالث جودة منخفظة

## روابط خارجية
- مقالات تستعمل روابط فنية بلا صلة مع ويكي بيانات